# Aéroport de Canora
Pour les articles homonymes, voir Canora.
L'aéroport de Canora est situé dans la ville de Canora en Saskatchewan au Canada. L'aéroport consiste en une piste gazonnée et aucune forme de bâtiment permanent.